# Västerviken, Lovisa
Västerviken är en vik i Finland. Den ligger i Lovisa stad i landskapet Nyland, i den södra delen av landet, 60 km öster om huvudstaden Helsingfors.
Västerviken är en del av Kabbölefjärden.